# Quatuor Ysaÿe (1886)
Cet article concerne le quatuor à cordes fondé autour d'Eugène Ysaÿe. Pour le quatuor à cordes français fondé en 1984, voir Quatuor Ysaÿe. Pour les articles homonymes, voir Ysaÿe.
Le Quatuor Ysaÿe est un quatuor à cordes fondé à Bruxelles en 1886 et dissous dans les premières années du XXe siècle.

## Historique
Le Quatuor Ysaÿe est fondé à Bruxelles en 1886 par Eugène Ysaÿe (premier violon), Mathieu Crickboom (second violon), Léon van Hout (en) (alto) et Joseph Jacob (en) (violoncelle),.
L'ensemble joue un rôle de premier plan de la vie musicale belge et parisienne de son temps. Il est notamment le créateur de plusieurs œuvres d'importance, de César Franck, Claude Debussy (Quatuor à cordes, 1893), Ernest Chausson (Concert pour piano, violon et quatuor à cordes, 1892), Vincent d'Indy (Quatuor à cordes no 1, 1891) et Guy Ropartz (Quatuor à cordes no 1), notamment,.
Les membres du quatuor enseignent en parallèle de leur carrière de chambriste et soliste au sein du Conservatoire de Bruxelles.
Dissous dans les premières années du XXe siècle, le Quatuor Ysaÿe est cependant reconstitué en 1906, avec Édouard Deru remplaçant Mathieu Crickboom au second violon, à l'occasion de la création du Quintette avec piano no 1 de Gabriel Fauré.